# 악셀 로벤슈타인
악셀 로벤슈타인(독일어: Axel Lobenstein, 1965년 5월 19일~)은 독일의 전직 유도 선수이다. 1992년 하계 올림픽 남자 미들급에 참가했으며 세계 선수권 대회에서 동메달 1개, 유럽 선수권 대회에서 금메달 1개, 은메달 1개, 동메달 1개를 획득했다.